# Miloš Vučević
Miloš Vučević (tiếng Serbia: Милош Вучевић, phát âm [mǐloʃ ʋûːtʃeʋitɕ]), (sinh ngày 10 tháng 12 năm 1974) là luật sư, chính trị gia người Serbia. Hiện tại, ông đang giữ chức vụ làm Bộ trưởng Bộ Quốc phòng Serbia, Phó thủ tướng Serbia kể từ ngày 26 tháng 10 năm 2022. Trước đây ông từng làm thị trưởng của Novi Sad nhiệm kỳ 2012-2022.